# Kaitlan Leaney
Pas d'image ? Cliquez ici

a Compétitions nationales et continentales officielles uniquement.

b Matchs officiels uniquement.
Dernière mise à jour le 16 avril 2025.
Kaitlan Leaney, née le 10 octobre 2000 à Coffs Harbour (Australie), est une joueuse internationale australienne de rugby à XV évoluant au poste de deuxième ligne. Elle joue aux Waratahs en Super Rugby Women's, ainsi qu'aux Harlequins en championnat d'Angleterre.

## Biographie
Kaitlan Leaney naît le 10 octobre 2000 à Coffs Harbour en Australie.
Elle est sélectionnée par les Waratahs pour la saison 2021 de Super Rugby Women's, conclue par un titre. La même année, elle est appelée pour son premier stage avec les Wallaroos.[réf. nécessaire]
En 2022, elle joue toujours pour les Waratahs, qui perdent leur titre face au Fijiana Drua[réf. nécessaire]. Elle devient internationale face aux Fidji. En septembre 2022, elle est retenue pour disputer la Coupe du monde en Nouvelle-Zélande. Dans le même temps, elle signe avec le club londonien des Harlequins, qu'elle rejoint après la compétition.
Durant la coupure du Tournoi des Six nations 2024, elle quitte son club et rentre en Australie pour disputer le Super Rugby Women's, qu'elle remporte avec les Waratahs, ainsi que la Pacific Four Series. Elle reste avec les Wallaroos pour préparer et remporter le WXV 2,.
Elle est de retour à Londres pour la quatrième journée de Premiership, et reforme ainsi l'attelage avec Danelle Lochner. Prolongée par les Waratahs, elle quitte les Harlequins au mois de février, après la seizième journée du championnat.[réf. nécessaire]

## Palmarès

### En franchise
- Vainqueur du Super Rugby Women's en 2021, 2024 et 2025.

### En équipe nationale
- Vainqueur du WXV 2 en 2024.